# Bernau im Schwarzwald
Bernau là một xã trong huyện Waldshut trong bang Baden-Württemberg thuộc nước Đức.